# Leopoldo Castedo
Leopoldo Castedo Hernández de Padilla (Madrid, 27 de febrero de 1915-10 de octubre de 1999) fue un historiador español, nacionalizado chileno en 1948.

## Biografía
Nació el 27 de febrero de 1915 en Madrid, España; hijo de Sebastián Castedo Palero, exministro de Alfonso XIII de España, y de Luisa Hernández de Padilla. Su padre fue monarquista y conservador, mientras que el, por el contrario, sintió simpatías por el anarquismo.
Estudió filosofía, historia de América e historia del arte en las universidades de Madrid —siendo alumno de José Ortega y Gasset— y de Barcelona. Colaboró con Federico García Lorca en el grupo de teatro universitario La Barraca, fue miembro del Centro de Estudios Históricos y cofundador del Seminario de Estudios Americanistas de la Universidad de Madrid. De ideas republicanas, pese a no pertenecer a partido alguno, se exilió en París (Francia) al finalizar la guerra civil española.
Gracias a la ayuda del poeta Pablo Neruda —entonces cónsul chileno en España—, logró embarcarse en el Winnipeg, que transportó exiliados españoles a Chile en 1939. Desembarcado, fue llamado a la Biblioteca Nacional, donde conoció a Francisco Antonio Encina, quien había solicitado preguntar si alguno de los viajeros del Winnipeg era historiador, pues necesitaba ayuda para concluir su Historia de Chile. Castedo aceptó el cargo de ayudante y trabajó con el desde 1940 hasta 1950. Concluida la obra, le hizo ver a Encina que esta historia era demasiado larga y era necesario hacer un resumen de su obra. Encina le dio la razón, pero dijo que no tenía interés en hacer un resumen y le gustaría verlo a él realizando esa tarea. Castedo se puso a trabajar en el resumen, quitando las ideas racistas y añadiendo iconografía. El Resumen de la Historia de Chile (1954), se convirtió en un éxito de ventas y en 1982 realizó un nuevo tomo, en el que se incluía la época parlamentaria (1891-1925).
También colaboró con el diario La Nación y la revista Zig-Zag. En 1953 asumió la dirección de la Revista Musical Chilena y luego fue jefe de publicaciones del Instituto de Investigaciones Musicales de la Universidad de Chile. Por otra parte, colaboró en los cursos de las Escuelas de temporada que impartió la institución, dio conferencias en Brasil y se encargó de la dirección del Departamento Audiovisual de la misma entidad. Paralelamente trabajó para el Banco Interamericano de Desarrollo (BID) entre 1960 y 1965.
En 1960 se mudó a Estados Unidos e impartió la cátedra de "Historia de la Cultura Latinoamericana" en la Universidad Estatal de Nueva York. Además fue profesor asistente de las universidades de Washington y California. Retornó a Chile en 1979.
Además de las obras mencionadas se encuentran otras relacionados con la historia del arte y variados documentales. En este último ámbito, fue guionista del documental Energía gris (1960) y director de fotografía de Amerindia (1962), y realizó un registro gráfico del desagüe del lago Riñihue, afectado a causa del terremoto de Valdivia de 1960; quedando plasmado en su libro La hazaña de Riñihue.
Se casó con Carmen Orrego. Falleció el 10 de octubre de 1999 producto de un infarto, sentado en un avión que lo traía a Chile de regreso de la presentación de su último libro en Madrid.

## Obras
- Resumen de la Historia de Chile (1954, redacción, iconografía y notas).
- A history of Latin American art and architecture: from pre-Columbian times to the present (1969, editado por London Pall Mall Pr.).
- Historia del arte y de la arquitectura latinoamericana: desde la época precolombina hasta hoy (1970).
- The Cuzco Circle (1976).
- Historia del arte iberoamericano (1988).
- Chile, utopías de Quevedo y Lope de Vega: notas sobre América en el Siglo de Oro español (1996).
- Contramemorias de un trasterrado (1997).
- Chile: vida y muerte de la república parlamentaria (de Balmaceda a Alessandri) (1999).
- Fundamentos culturales de la integración latinoamericana (1999).